# Virginie Bovie
Virginie Bovie, född 1821, död 1888, var en belgisk konstnär (målare).